# Velur
Velur é uma panchayat (vila) no distrito de Namakkal, no estado indiano de Tamil Nadu.

## Geografia
Velur está localizada a 11° 06′ N, 78° 01′ L. Tem uma altitude média de 131 metros (429 pés).

## Demografia
Segundo o censo de 2001, Velur tinha uma população de 18,393 habitantes. Os indivíduos do sexo masculino constituem 51% da população e os do sexo feminino 49%. Velur tem uma taxa de literacia de 67%, superior à média nacional de 59.5%: a literacia no sexo masculino é de 75% e no sexo feminino é de 59%. Em Velur, 9% da população está abaixo dos 6 anos de idade.